# یوبجا
یوبجا (به لاتین: Ubja) یک روستا در استونی است که در دهستان سومرو واقع شده‌است.